# Луковая трещалка
Треща́лка лу́ковая (лат. Lilioceris merdigera) — насекомое семейства жуков-листоедов, питающихся листьями, почками, стеблями и цветами лилий, рябчиков и других растений из семейства лилейных. Чувствуя опасность, жук издаёт высокий звук, исходящий из брюшной области. Отсюда его название — трещалка. Кроме того, в просторечии жука часто называют «пожарником» из-за его красного цвета.
Луковую трещалку часто путают с лилейной трещалкой (Lilioceris lilii), у которой голова и ноги чёрного, а не красного цвета.